# Samsung Galaxy Xcover

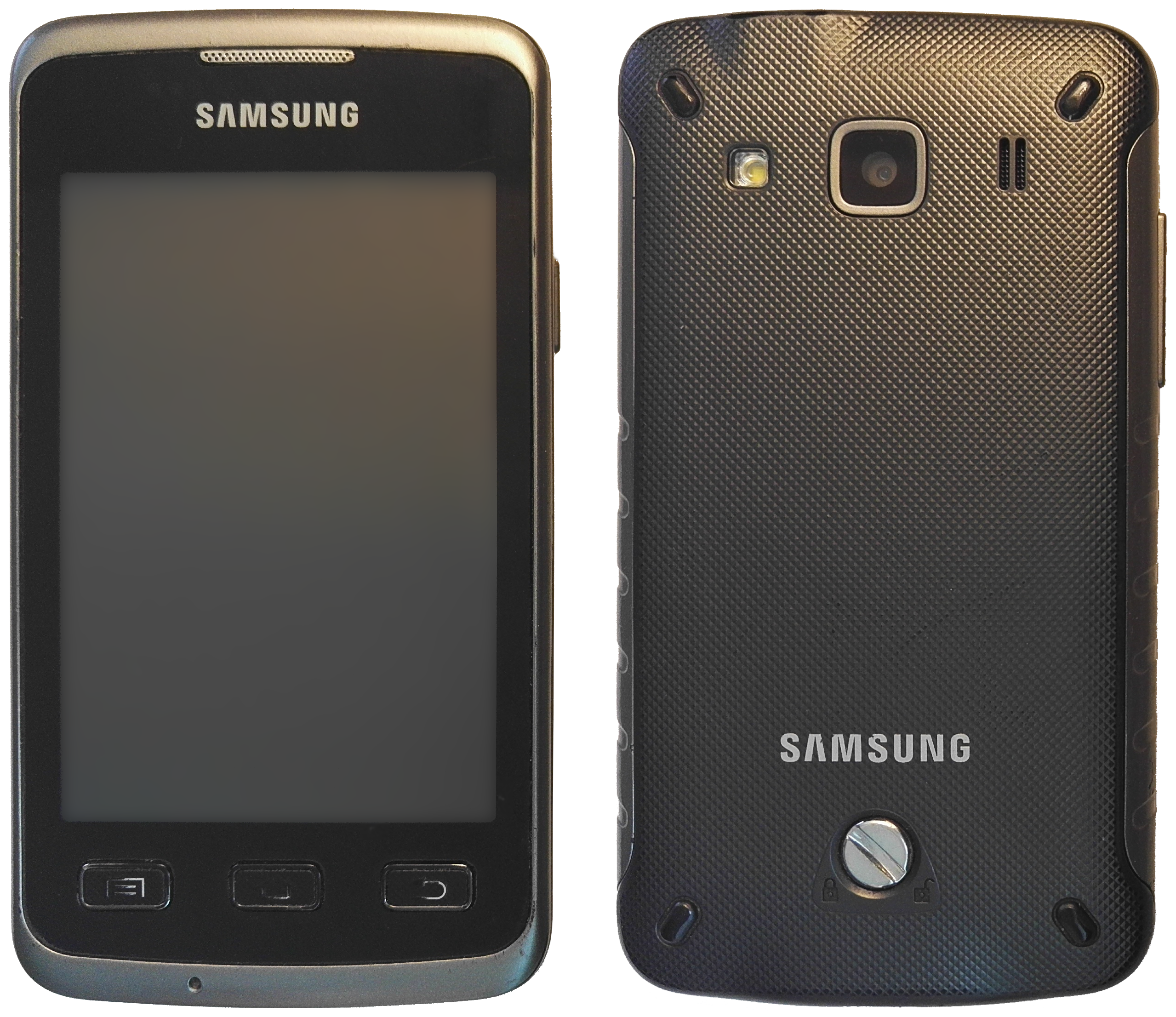
Ejemplar de teléfono inteligente Samsung Galaxy Xcover

El Samsung Galaxy Xcover (GT-S5690) es un teléfono inteligente con clasificación IP67 a prueba de agua y polvo fabricado por Samsung que ejecuta el sistema operativo Android. Fue anunciado y lanzado por Samsung en agosto de 2011. El Galaxy Xcover es sucedido por el Xcover 2.
El Galaxy Xcover tiene 3G, con cuatribanda GSM. Tiene una pantalla táctil capacitiva LCD de 3.65 pulgadas con resolución de 16 millones de colores (320x480). Tiene una cámara de 3,15 megapíxeles con flash LED. Viene con una batería de iones de litio intercambiable en caliente de 1500 mAh.
El Galaxy Xcover viene con Android 2.3.6 Gingerbread.